# LG G4 Stylus
Az LG G4 Stylus az LG érintőképernyős, Android operációs rendszerrel működő középkategóriás okostelefonja. A készülék a G4, G4s, G4c telefonokkal együtt az LG G4-család tagja. 

## Főbb paraméterek
- Processzor: Qualcomm/MSM8916/1.2 GHz Quad core
- Kijelző: 5,7 collos (1280x720)
- Kamera: 8 megapixeles elsődleges kamera, 5 megapixeles másodlagos kamera
- Akku: 3000 mAh
- Méret: 154,35 x 79,2 x 9,6 mm
- Súly: 163 g
- Hálózat: 2G: 850/900/1800/1900 MHz, 3G: 850/900/1900/2100 MHz, 4G: B1(2100) / B3(1800) / B7(2600) / B8(900) / B20(800) MHz
- Egyéb: Autofókusz